# Гопкінс (Міссурі)
Гопкінс (англ. Hopkins) — місто (англ. city) в США, в окрузі Нодавей штату Міссурі. Населення — 472 особи (2020).

## Географія
Гопкінс розташований за координатами 40°33′4″ пн. ш. 94°49′1″ зх. д. / 40.55111° пн. ш. 94.81694° зх. д. (40.551120, -94.817021).  За даними Бюро перепису населення США в 2010 році місто мало площу 1,86 км², уся площа — суходіл.

## Демографія
Згідно з переписом 2010 року, у місті мешкали 532 особи в 219 домогосподарствах у складі 146 родин. Густота населення становила 287 осіб/км².  Було 261 помешкання (141/км²).
Расовий склад населення:
| - 97,6 % — білих - 1,7 % — чорних або афроамериканців - 0,4 % — азіатів |

До двох чи більше рас належало 0,4 %. Частка іспаномовних становила 0,8 % від усіх жителів.
За віковим діапазоном населення розподілялося таким чином: 28,4 % — особи молодші 18 років, 56,4 % — особи у віці 18—64 років, 15,2 % — особи у віці 65 років та старші. Медіана віку мешканця становила 35,6 року. На 100 осіб жіночої статі у місті припадало 94,9 чоловіків;  на 100 жінок у віці від 18 років та старших — 98,4 чоловіків також старших 18 років.
Середній дохід на одне домашнє господарство  становив 40 831 долар США (медіана — 34 107), а середній дохід на одну сім'ю — 49 208 доларів (медіана — 45 781). Медіана доходів становила 32 361 долар для чоловіків та 28 214 долари для жінок. За межею бідності перебувало 22,1 % осіб, у тому числі 29,0 % дітей у віці до 18 років та 17,7 % осіб у віці 65 років та старших.
Цивільне працевлаштоване населення становило 223 особи. Основні галузі зайнятості: виробництво — 27,8 %, освіта, охорона здоров'я та соціальна допомога — 26,5 %, транспорт — 8,1 %, мистецтво, розваги та відпочинок — 6,7 %.